# Sant Salvador de Gerb
Sant Salvador de Gerb és l'església parroquial del poble de Gerb, al municipi d'Os de Balaguer (Noguera), inclosa a l'Inventari del Patrimoni Arquitectònic de Catalunya.
La construcció de la primitiva església és dels segles IX i X, tot i que gairebé no queden vestigis de l'època preromànica. Al llarg del temps ha estat insistentment modificada. A l'edifici actual hi ha una data 1907 inscrita a la façana que tindria a veure amb la modificació de l'orientació de la porta actual. Totes les obres dutes a terme a St. Salvador van comptar amb l'ajuda dels veïns del municipi, i fins i tot en alguns moments amb la del Bisbat i d'altres entitats.

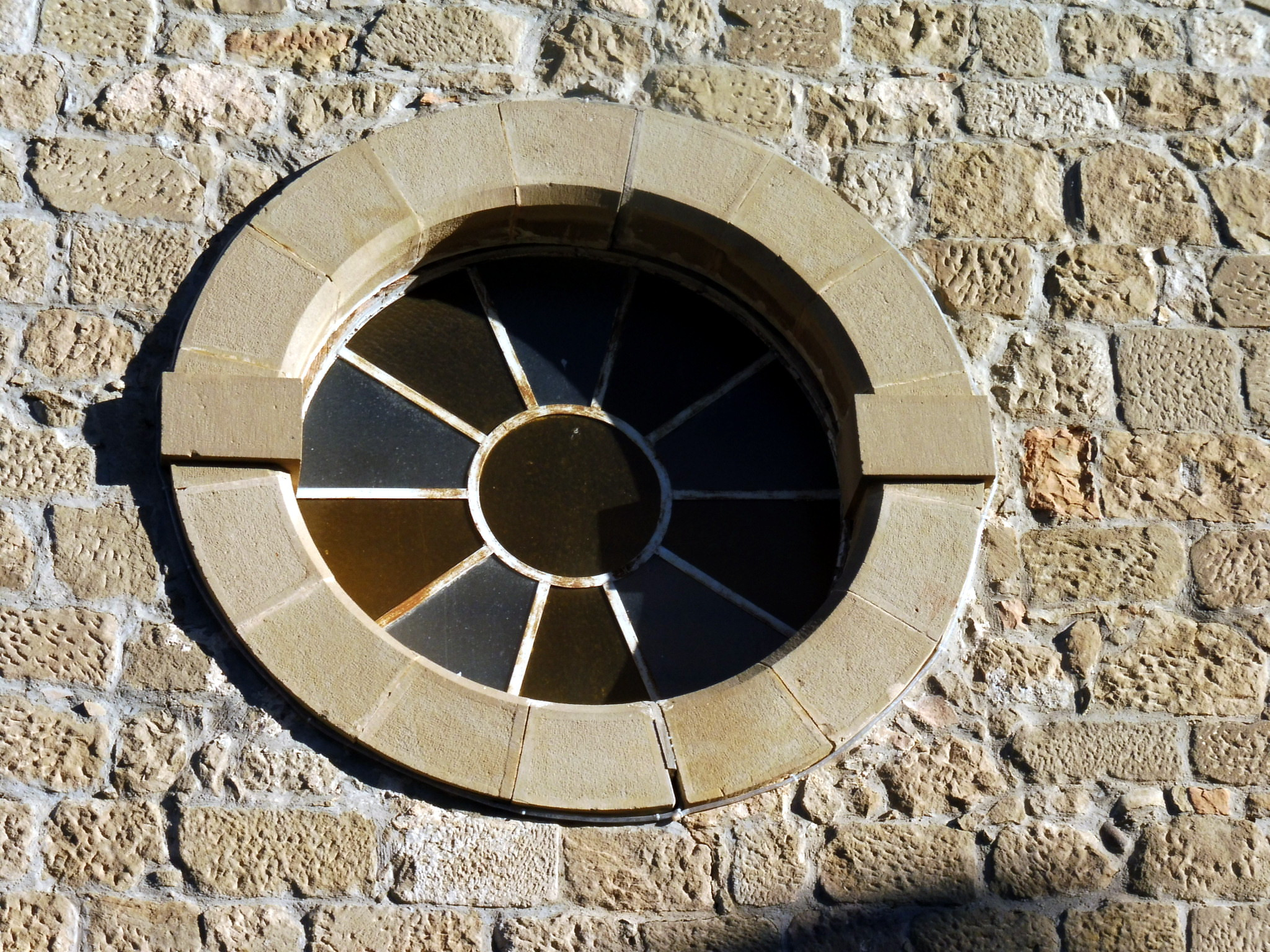
Detall de l'ocul

Església d'una sola nau, dividida en cinc trams i coberta amb volta de canó amb llunetes, igual que la capella major. La construcció està realitzada en pedra, i els suports són contraforts tant a l'exterior, com a l'interior on serveixen a més, per a separar les capelles laterals (tres per banda). La sagristia té el sostre pla i el cor d'obra es troba als peus de la nau.
La porta d'accés es troba a la façana principal i té un arc rebaixat i motllurat. Al centre de la motllura hi ha un escut, i per sobre, un petit nínxol amb una imatge. A la part superior de la façana un rosetó contribueix a la il·luminació interior de l'església.